# Nazlat Ismant
Nazlat Ismant – miejscowość w Egipcie, w muhafazie Al-Minja, w dystrykcie Abu Kurkas. W 2006 roku liczyła 6778 mieszkańców.